# Contea autonoma va di Ximeng
La contea autonoma va di Ximeng (西盟佤族自治县S, Xīméng Wǎzú ZìzhìxiànP) è una contea della Cina, situata nella provincia di Yunnan e amministrata dalla prefettura di Pu'er.